# Resko
Resko là một thị trấn thuộc huyện Łobeski, tỉnh Zachodniopomorskie ở tây-bắc Ba Lan. Thị trấn có diện tích 4 km². Đến ngày 1 tháng 1 năm 2011, dân số của thị trấn là 4329 người và mật độ 964 người/km².